# Clash Royale
Clash Royale je igra za mobilne naprave. Prenos je mogoč preko Google Playa ali App Stora. Igro je naredila in jo vzderžuje podjetje Supercell. Izšla je 2. marca 2016.
Cilj igre je pridobivanje kart (decembra 2020 jih je bilo v igri 102), ki jih lahko igralec uporabi pri boju v areni in napredovanje v višje arene.

### Način igranja v areni
V areni se na vsaki strani nahaja 1 glavni/kraljevi stolp (v primeru igralnega načina 1 igralec proti 1) oziroma 2 v primeru igre 2 igralca proti 2, spredaj pa stojita še 2 princesina stolpa. Cilj je podreti čim več teh stolpov z bojevanjem s pridobljenimi kartami oz. se braniti s temi. Vsaka karta ima določeno "ceno" (od 1 do 10 eliksirjev - elixir). Igralec pridobi 1 eliksir približno vsake 2,8 sekunde (razen zadnjih 60 sekund, ko se pohitri za 2-krat), največ jih lahko zbere 10. Zmaga igralec, ki ima po 3 minutah največ kron (ena krona se pridobi za vsak podrt stolp). V primeru, da podre glavni stolp, je avtomatsko zmagovalec. Če sta igralca izenačena, imata še nekaj minut časa za dokončanje igre in se v primeru pridobljene krone igra takoj zaključi. Če sta na koncu še vedno v izenačenju, izgubi igralec, ki ima najbolj poškodovane stolpe (Tiebreaker).
Za zmago igralci pridobijo od 20 do 30 trofej oziroma jih toliko izgubijo v primeru poraza. S trofejami lahko napredujejo v boljše arene, pri tem pa pridobivajo razne nagrade.

### Karte
Karte se lahko pridobivajo v trgovini, z odpiranjem skrinj (Chests), v turnirjih... Te se lahko tudi nadgrajujejo.
Igralci si morajo te razporediti v svojo vojsko (Deck), kart v posamezni vojski pa mora biti 8.

### Skupnosti
Skupnosti oziroma klani (Clans) so skupnosti, v katerih se lahko pridruži do 50 igralcev. Ti lahko sodelujejo v t.i. vojnah (Wars) ali v prijateljskih bitkah. Lahko si tudi donirajo karte, ki se lahko uporabijo za nadgrajevanje le-teh.

### Turnirji
Turnirji (Tournaments) so oblika bojevanja, po navadi v navadni areni, vendar z raznimi dodatki, kjer igralci poskušajo zmagati čim več bitk, sproti pa pridobivajo nagrade.
Igralci lahko gostijo tudi svoje turnirje, v katerih lahko sodelujejo le izbrani tekmovalci. 